# Adriaan Roland Holst
Pour les articles homonymes, voir Holst (homonymie) et Roland (homonymie).
Adriaan Roland Holst (Amsterdam, 23 mai 1888 - Bergen, 5 août 1976) est un poète néerlandais, surnommé le Prince des poètes néerlandais. Son œuvre considérable se caractérise par un style solennel  très personnel et riche de symboles.
Un de ses oncles, l'artiste Richard Roland Holst, était marié à l'écrivain poète Henriette Roland Holst - van der Schalk, qui donc était sa tante.
Les trois entretenaient des contacts fréquents. Les lettres de Adriaan à son oncle et à sa tante sont éditées.
Bergen a érigé en son honneur une statue du sculpteur Mari Andriessen et, dans son ancienne maison dans cette ville, vivent à tour de rôle des auteurs et des poètes.

## Quelques titres de recueils
- De wilde kim (1925)
- Een winter aan zee (1937)
- Omtrent de grens (1960)
- Onderhuids (1963)

## Prix
- 1927 - Prix d'Amsterdam pour De wilde kim
- 1938 - Prix D.A. Thieme pour Een winter aan zee
- 1945 - Prix Résistance des écrivains pour Helena's inkeer
- 1948 - Prix Constantijn Huygens pour l'ensemble de ses œuvres
- 1955 - Prix P.C. Hooft pour Late telgen
- 1959 - Prix des Lettres Néerlandaises pour l'ensemble de ses œuvres
- 1961 - Prix Poésie de la commune d'Amsterdam pour Omtrent de grens
- 1964 - Prix de Poésie de la commune d'Amsterdam pour Onderhuids

## Biographie
Jan van der Vegt : A. Roland Holst, biografie; éd. de Prom, Baarn 2000

## Source
- (nl) Cet article est partiellement ou en totalité issu de l’article de Wikipédia en néerlandais intitulé « Adriaan Roland Holst » (voir la liste des auteurs).